# 24. siječnja
24. siječnja (24. 1.) 24. je dan godine po gregorijanskom kalendaru.
Do kraja godine ima još 341 dan (342 u prijestupnoj godini).

## Događaji
- 41. – U zavjeri Senata, vojske i pretorijanaca, pripadnici pretorijanske garde ubili su rimskog cara Kaligulu.
- 1458. – Petnaestogodišnji Matija Korvin izabran je za hrvatsko-ugarskog kralja koji će u Hrvatskoj dobiti i naslov „dobri kralj Matijaš“.
- 1556. – U snažnom potresu u kineskoj provinciji Šensi poginulo je oko 850.000 ljudi, a stotine naselja je uništeno.
- 1838. – Morse je demonstrirao telegraf na kome je promijenio telegrafsku šifru, od telegrafskog rječnika s numeričkim kodom, u kod za svako slovo.
- 1906. – Eduard Slavoljub Penkala patentirao je prvu mehaničku olovku na svijetu.
- 1915. – Britanski ratni brodovi su u drugom svjetskom ratu u Crvenom moru potopili njemačku krstaricu Bliher na kojoj je poginulo 870 ljudi.
- 1963. – Najhladniji dan u povijesti Jajca, Tuzle, Zenice i Mostara.[1]

- 1984. – U prodaju je stavljen Apple Macintosh, prvo računalo široke potrošnje koje je imalo grafičko sučelje i računalnog miša, umjesto tada standardnog tekstualnog sučelja.

- 1998. – Hrvatski filozof i političar Vladimir Gotovac osnovao Liberalnu stranku, političku stranku socijalno-liberalnog opredjeljenja.
- 2025. – Jednodnevni bojkot trgovina i drugih prodajnih mjesta u Hrvatskoj zbog visokih cijena izazvanih inflacijom.[2]

| - 76. – Hadrijan, rimski car - 1534. – Setthathirath, laoški kralj († 1572.) - 1712. – Fridrik II. Veliki, pruski kralj († 1786.) - 1776. – Ernst Theodor Amadeus Hoffmann, njemački književnik († 1822.) - 1843. – Josip Stadler, hrvatski nadbiskup († 1918.) - 1917. – Ernest Borgnine, američki glumac - 1925. – Maria Tallchief, američka balerina († 2013.) - 1932. – Henri Nouwen, nizozemski svećenik i pisac († 1996.) - 1933. – Asim Ferhatović, bosanskohercegovački nogometaš († 1987.) - 1970. – Edita Majić, časna sestra karmelićanka, bivša hrvatska glumica - 1971. – Zlatko Sudac, hrvatski katolički svećenik - 1976. – Frano Vićan, hrvatski vaterpolist - 1987. – Luis Suárez, urugvajski nogometaš - 1991. – Jerko Marinić Kragić, hrvatski vaterpolist - 1999. – Yassine Benrahou, marokanski nogometaš | - 41. – Kaligula, rimski car - 817. – Stjepan IV., papa (* o. 770.) - 1002. – Oton III., jedan je od najkontroverznijih, ali i najistaknutijih njemačkih srednjovjekovnih vladara (* 980.) - 1125. – David IV. Gruzijski, kralj Gruzije (* 1073.) - 1920. – Amedeo Modigliani, talijanski slikar (* 1884.) - 1939. – Maximilian Oskar Bircher-Benner, švicarski liječnik (* 1867.) - 1965. – Winston Churchill, britanski političar i premijer (* 1874.) - 1989. – Ted Bundy, američki serijski ubojica (* 1946.) - 2017. – Mladen Bjažić, hrvatski pjesnik, književnik, novinar i dugogodišnji urednik dječjih programa Radija i televizije Zagreb (* 1924.) |

## Blagdani i spomendani
- Franjo Saleški

## Imendani
- Bogoslav